# Prostas

Prostas (3) w schemacie domu greckiego

Prostas, gr. προστάς, prostás – pomieszczenie w starożytnych domach greckich w okresie hellenistycznym. Było usytuowane w tylnej części domostwa (naprzeciwko wejścia) i otwarte od strony dziedzińca. Odbywały się tam uroczystości rodzinne.
Odpowiednik rzymskiego tablinum.